# Малая Хобда (посёлок)
Малая Хобда — упразднённый посёлок в Соль-Илецком районе Оренбургской области. На момент упразднения входил в состав сельского поселения Первомайский сельсовет. Исключён из учётных данных в 2001 году.

## География
Располагался на левом берегу реки Малая Хобда, на расстоянии, примерно, 6,5 километра к северо-западу от села Андреевка Акбулакского района.

## История
Посёлок возник в 1939 году как рабочее поселение при Хобдинском и Шкуновском углерудниках. К 1942 году из-за низкой рентабельности шахты были закрыты. Посёлок становится отделением колхоза «Путь к коммунизму». В 1945 году посёлок получает название «Советский Патриот». В 1950-е годы, в период освоения целины, в посёлке размещается 2-я ферма совхоза «Советский Патриот». В это же время посёлок получает современное название. А с 1960 года посёлок становится 4-й фермой укрупнённого совхоза «Большевик».
До 1965 года в административном отношении посёлок был в составе Шкуновского сельсовета Акбулакского района.
Официально упразднён 31 августа 2001 года согласно Закону Оренбургской области от 22 августа 2001 года.